# パーヴェル・スホーイ
パーヴェル・オーシポヴィチ・スホーイ（ロシア語: Павел Осипович Сухой、ベラルーシ語: Павел Восіпавіч Сухі、ラテン文字転記：Pavel Osipovich Sukhoi、1895年7月22日 - 1975年9月15日）は、ソビエト連邦の航空機設計者、製造者。スホーイ設計局の設立者である。

## 来歴
1895年7月22日にロシア帝国の白ロシアのフルィボカエで誕生した。1905年から1914年までホメリにあるギムナジウムに通った後、1915年にモスクワ帝国工科学校（Imperial Moscow Technical School、現在のバウマン・モスクワ工科大学へ進学した。第一次世界大戦の勃発後、陸軍に徴兵された。1920年に健康上の理由で復員し、大学に戻って1925年に卒業した。
1925年にアンドレーイ・トゥーポレフの指導の下で、"Chasseur Single-engined aircraft of 300 cv"というタイトルの論文を執筆した。1925年3月にツアギ（中央流体力学研究所）で技術者として働き始めた。その後数年間、彼は世界的に有名な航空機の設計と製造を行った。例えば重爆撃機のTB-1・TB-3が挙げられる。1932年に彼はツアギの設計・工学部門のトップに任命され、1938年には設計局長へ昇進した。
1939年9月にOKBスホーイという名前の独立した設計局を設立した。スホーイの設計局はハルキウに位置していたが、彼はこの地理的な位置に満足していなかった。設計局は科学の中心であるモスクワから離れていたため、ポドモスコヴエ飛行場に移転すべきであると主張した。1940年前半にこの移転は完了した。
1942年の冬にはスホーイは新たな問題に直面した。独ソ戦の最中に当たり、スホーイは独自の生産ラインを持っていなかったので、何もすることが無かったということである。彼は新しい対地攻撃機Su-6を開発したが、スターリンはIl-2の方を好み、Su-6の生産を開始しないことを決断した。他の機種を製造することは航空機生産のペースダウンを招き、戦時には好ましくないことと、またスターリンがスホーイのことをあまり好ましく思っていなかったということが理由として挙げられる。そればかりか戦後はスホーイの手によるジェット戦闘機の試作品をスターリンに「ドイツの真似だ」と根拠も無く酷評され、科学者刑務所（シャラーシカ、Sharashka、Шарашка）に収容されたこともあった。
第二次世界大戦後、スホーイによって開発された戦闘爆撃機としては、Su-17・Su-24などが挙げられる。スホーイによって設計された最後の戦闘機はT-10（後のSu-27）であるが、彼自身は実際にT-10が飛行するのを見ることはできなかった。1975年9月15日にモスクワにて、80歳で死去した。同年12月25日にソビエト連邦科学アカデミー総裁により、彼の深い学識を記念して死後に金メダルが贈呈された。